# سفارة الأردن في المملكة المتحدة
سفارة الأردن في المملكة المتحدة هي أرفع تمثيل دبلوماسي لدولة الأردن لدى المملكة المتحدة. تقع السفارة في لندن وهي تهدف لتعزيز المصالح الأردنية في المملكة المتحدة.

## وصلات خارجية
- قائمة سفارات الأردن
- قائمة السفارات في المملكة المتحدة